# Cezary Czternastek
Cezary Czternastek (ur. 26 lipca 1962, zm. 1 marca 2008 w Brzegu) – polski muzyk bluesowy, skrzypek, pianista, gitarzysta, wokalista oraz autor tekstów. 
Współpracował między innymi z zespołami Easy Rider, Kasa Chorych, Blustro, Hank Davison Band. Był twórcą grupy Cezar Blues Band. 
Pochowany został 10 marca na cmentarzu komunalnym w Brzegu.